# Atak na konwój World Central Kitchen w Strefie Gazy
Atak na konwój World Central Kitchen w Strefie Gazy – dokonany przez Siły Obronne Izraela atak pociskami rakietowymi wystrzelonymi z drona na konwój samochodów pozarządowej organizacji non-profit World Central Kitchen, który nastąpił 1 kwietnia 2024 w mieście Dajr al-Balah w centralnej części Strefy Gazy.

## Tło
7 października 2023 Hamas zaatakował Izrael, a następnie 27 października Izrael rozpoczął inwazję na Strefę Gazy. Od początku inwazji w Palestynie rozwinął się poważny kryzys humanitarny. Państwo boryka się niedoborem żywności, czystej wody oraz leków i paliwa, co spowodowane jest izraelską blokadą Strefy Gazy.
W marcu 2024 eksperci z Organizacji Narodów Zjednoczonych ostrzegali przed tym, że Strefa Gazy może doświadczyć głodu, podczas gdy prezes organizacji humanitarnej Refugees International, Jeremy Konyndyk informował, że wkrótce może dojść do klęski głodowej na dużą skalę.
Trzy dni przed atakiem na konwój Międzynarodowy Trybunał Sprawiedliwości orzekł, że Izrael ma obowiązek umożliwić bezpieczny przepływ pomocy do Strefy Gazy i że należy natychmiast rozpocząć pomoc humanitarną.

## Przebieg
1 kwietnia 2024 izraelski dron wystrzelił trzy pociski w kierunku konwoju organizacji humanitarnej World Central Kitchen (WCK). Konwój składał się z trzech oznaczonych samochodów, które miały za zadanie eskortować ciężarówkę z pomocą humanitarną do magazynu żywności w Dajr al-Balah w centralnej części Strefy Gazy. Trasa konwoju była zatwierdzona przez wojsko Izraela.

## Ofiary
| Narodowość                | Ofiary |
| ------------------------- | ------ |
| Wielka Brytania           | 3      |
| Australia                 | 1      |
| Kanada/ Stany Zjednoczone | 1      |
| Palestyna                 | 1      |
| Polska                    | 1      |
| Suma                      | 7      |

Według ustaleń zginęło 7 osób, które były pracownikami organizacji humanitarnej. Wśród ofiar znalazły się trzy osoby posiadające paszporty Wielkiej Brytanii, jedna osoba posiadająca podwójne obywatelstwo kanadyjsko-amerykańskie, jeden Polak, jedna Australijka i jeden Palestyńczyk.
Ofiary, które zostały zidentyfikowane, to:
- Damian Soból (ur. 24 września 1988 w Przemyślu)[18][19] – współpracował z organizacją od 2022, angażując się w działania pomocowe podczas inwazji Rosji na Ukrainę[18]. W lutym 2023 pomagał podczas trzęsień ziemi w Turcji i Syrii[18], a we wrześniu 2023 służył ofiarom trzęsień ziemi w Marrakeszu-Safi w Maroku[18]. Prezydent Andrzej Duda pośmiertnie odznaczył go Orderem Odrodzenia Polski[20][21]. Po wznowieniu działalności w Strefie Gazy od 29 kwietnia 2024 WCK nazwała nowy punkt żywienia na jego cześć „Kuchnia Damiana”[22][23][24][25].
- Saif Abu Taha (ur. 1999 w Rafah)[26][27][28] – współpracował od początku z organizacją jako kierowca[29].
- Lalzawmi „Zomi” Frankcom (ur. 4 grudnia 1980 w Melbourne)[30][31]
- James Henderson (ur. 1991 w Wielkiej Brytanii)[32]
- John Antony Chapman (ur. 1967 w Wielkiej Brytanii)[32]
- James Kirby (ur. 1977)[28]
- Jacob Flickenger (ur. 1991)[28]

## Reakcje

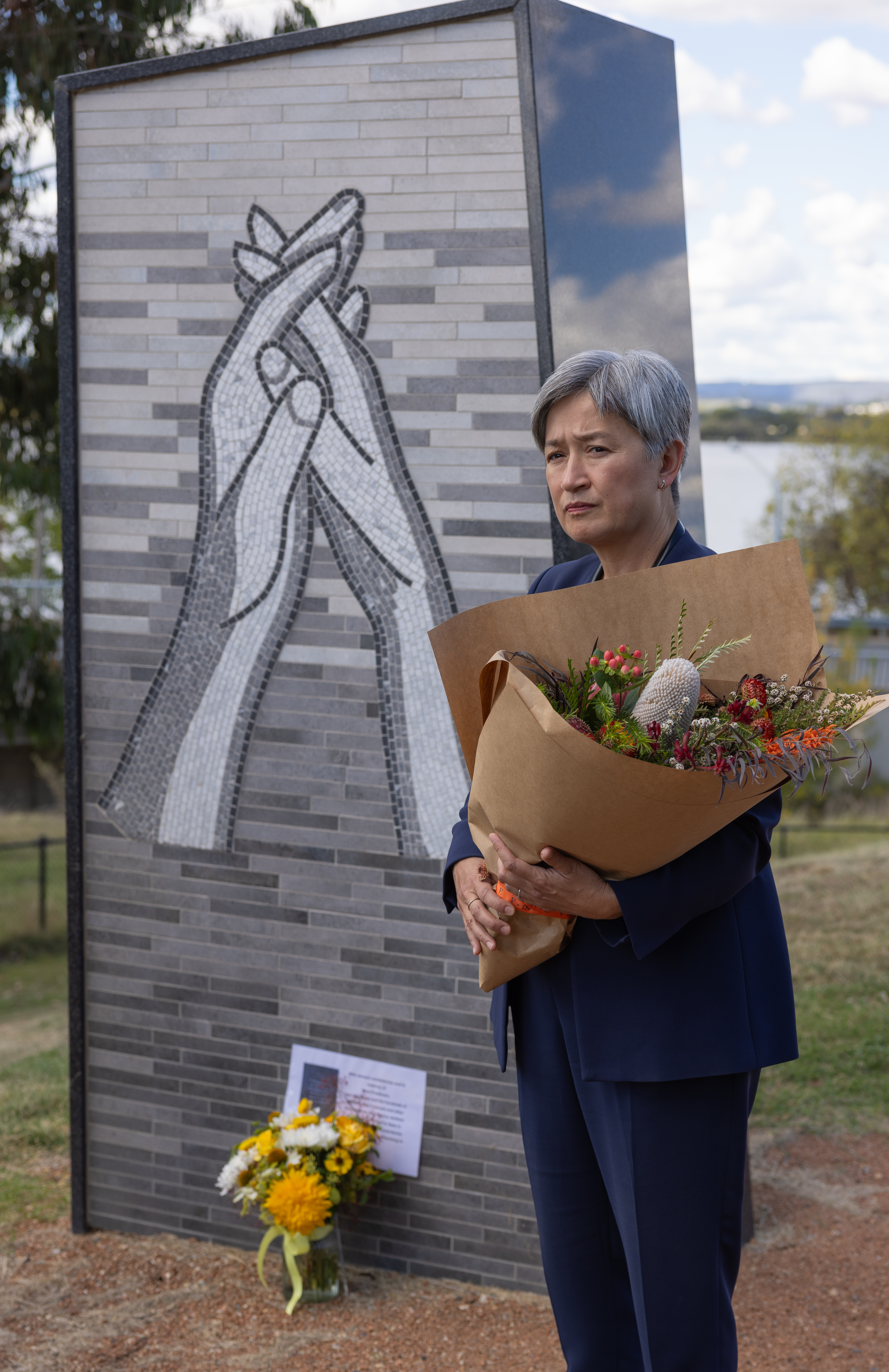
Penny Wong, australijska minister spraw zagranicznych składająca kwiaty pod pomnikiem na cześć Lalzawmi Frankcom

### Krajowe
Siły Obronne Izraela wystosowały oświadczenie, w którym poinformowały, że przeprowadzają „dokładną analizę, aby wyjaśnić okoliczności tego tragicznego zdarzenia i wyciągną odpowiednie wnioski, aby w przyszłości zagwarantować bezpieczeństwo pracownikom organizacji pomocy humanitarnych”. Premier Izraela Binjamin Netanjahu określił atak jako „tragiczny incydent, w którym izraelskie siły zbrojne nieumyślnie spowodowały śmierć niewinnych ludzi”. Na początku 2025 r. ujawniono, że rząd Izraela wyklucza wypłacenie rodzinom ofiar odszkodowania.
Hamas potępił atak dronów i w oświadczeniu wezwał społeczność międzynarodową do podjęcia działań w tej sprawie oraz stwierdził, że „ta zbrodnia potwierdza po raz kolejny, że okupanci kontynuują swoją politykę celowego zabijania niewinnych cywilów, w tym międzynarodowych zespołów pomocy humanitarnej”.

### Międzynarodowe
- Unia Europejska – Josep Borrell, wysoki przedstawiciel Unii do spraw zagranicznych i polityki bezpieczeństwa w oświadczeniu napisał: „Potępiam atak i wzywam do przeprowadzenia śledztwa. Pomimo wszystkich zasad dotyczących ochrony ludności cywilnej i pracowników organizacji humanitarnych, widzimy nowe niewinne ofiary”[40].
- Australia – premier Australii Anthony Albanese określił atak jako sytuację całkowicie „nie do przyjęcia” oraz poinformował, że australijski MSZ zażądał wyjaśnień od ambasadora Izraela[41].
- Chiny – rzecznik Ministerstwa Spraw Zagranicznych Chin Wang Wenbin(inne języki) w oświadczeniu napisał: „Chiny sprzeciwiają się wszelkim działaniom, które szkodzą cywilom i niszczą obiekty cywilne oraz naruszają prawo międzynarodowe”, dodając, że „jesteśmy wstrząśnięci atakiem i zdecydowanie go potępiamy”[42].
- Egipt – MSZ Egiptu w swoim oświadczeniu napisało, że „zabójstwa były rażącym naruszeniem prawa międzynarodowego” i wezwało do przeprowadzenia dokładnego śledztwa w sprawie ataku[43].
- Polska – prezydent Polski Andrzej Duda za pośrednictwem platformy Twitter napisał: „Z głębokim bólem przyjąłem informację o śmierci w Strefie Gazy wolontariuszy z organizacji World Central Kitchen, w tym polskiego obywatela. Jestem myślami z ich najbliższymi. Ci odważni ludzie swoją służbą i poświęceniem dla bliźnich zmieniali świat na lepsze. Tragedia ta nigdy nie powinna się wydarzyć i musi zostać wyjaśniona”[44]. Natomiast minister spraw zagranicznych Radosław Sikorski złożył kondolencje z powodu śmierci polskiego obywatela oraz zapewnił, że poprosi ambasadora Izraela o „pilne wyjaśnienia”[45].

Sprawę zabicia członków konwoju badała Międzynarodowa Komisja Humanitarna do spraw Ustalania Faktów, za zgodą m.in. ministra spraw zagranicznych Polski Radosława Sikorskiego, jednak sporządzony raport o ustalonych faktach został utajniony. 